# Koala (canción)
«Koala» es una canción instrumental realizada por el disc jockey y productor holandés Oliver Heldens. Fue lanzado por el 16 de julio de 2014 en los Países Bajos por el sello Spinnin' Records.

## Video musical
Éste video musical está dirigido por Ben Strang bajo el respaldo de Cedar Films, está basado en la versión instrumental la cual abarca la temática oriental

## Lista de canciones
| Descarga digital – sencillo |                      |          |  |
| N.º                         | Título               | Duración |  |
| 1.                          | «Koala» (Radio Edit) | 2:48     |  |

| Descarga digital (Remix) |                                |          |  |
| N.º                      | Título                         | Duración |  |
| 1.                       | «Koala» (Michael Calfan Remix) | 4:29     |  |

## Posicionamiento en listas
| País         | Lista (2014)         | Mejor posición |
| ------------ | -------------------- | -------------- |
| Bélgica      | Ultratop 50 flamenca | 33             |
| Bélgica      | Ultratip valona      | 17             |
| Países Bajos | Dutch Top 40         | 30             |

## Last All Night (Koala)
Oliver Heldens lanzó una versión vocal de «Koala» titulada «Last All Night (Koala)», que cuenta con la colaboración de la cantante británica KStewart. Esta versión se lanzó como sencillo el 7 de diciembre de 2014 en el Reino Unido, alcanzando la quinta ubicación de su lista de sencillos.

### Video musical
Fue estrenado el 28 de octubre de 2014 dirigido por Remy Cayuela. En este muestra un supuesto registro oculto de un experimento realizado por el profesor Gareth (misteriosamente desaparecido) con la colaboración de su ayudante, el doctor Colin, actualmente en una institución mental.

### Lista de canciones
| Descarga digital – sencillo |                                         |          |  |
| N.º                         | Título                                  | Duración |  |
| 1.                          | «Last All Night (Koala)» (Extended Mix) | 4:40     |  |
| 2.                          | «Last All Night (Koala)» (Radio Edit)   | 3:15     |  |

| Descarga digital – EP |                                                 |          |  |
| N.º                   | Título                                          | Duración |  |
| 1.                    | «Koala»                                         | 4:24     |  |
| 2.                    | «Last All Night (Koala)» (Toyboy & Robin Remix) | 5:12     |  |
| 3.                    | «Last All Night (Koala)» (LOW STEPPA Remix)     | 5:14     |  |
| 4.                    | «Last All Night (Koala)» (TC4 Remix)            | 4:48     |  |
| 5.                    | «Last All Night (Koala)» (Reso Remix)           | 4:16     |  |

### Posicionamiento en listas
| País           | Lista (2014–15)         | Mejor posición |
| -------------- | ----------------------- | -------------- |
| Escocia        | Scottish Singles Top 40 | 6              |
| Estados Unidos | Dance/Mix Show Airplay  | 34             |
| Francia        | SNEP Singles Chart      | 132            |
| Reino Unido    | UK Singles Chart        | 5              |
| Reino Unido    | UK Dance Chart          | 1              |